# Eilandsraad (Caribisch Nederland)
De Eilandsraad is een bestuursorgaan van gekozen volksvertegenwoordigers binnen elk van de Caribische openbare lichamen in Caribisch Nederland: Bonaire, Sint Eustatius en Saba. De Eilandsraad controleert het bestuurscollege bestaande uit een gezaghebber en meerdere eilandgedeputeerden, en is vergelijkbaar met de Nederlandse gemeenteraad.

## Eilandsraad in Caribisch Nederland
De Eilandsraad wordt om de vier jaar verkozen. Deze eilandsraadverkiezing vindt gelijktijdig plaats met de Nederlandse Provinciale Statenverkiezingen, in plaats van met de Nederlandse gemeenteraadsverkiezingen. 
De eilandsraad van Bonaire heeft 9 zetels, die van Saba en Sint Eustatius elk 5 zetels.
2011 · 2015 · 2019 · 2020 · 2023